# لومتزانه
لومتزانه یک شهر و کومونه در استان برشا در لمباردی می‌باشد. با جمعیت ۲۳۷۹۸ نفر در سال ۲۰۱۱ این شهر یکی از پرجمعیت‌ترین شهرهای استان برشا می‌باشد. این شهر در دره ی گوبیا که در کنار دره ی ترومپیا است واقع شده است.